# Gondemaria
Gondemaria ist ein Ort und eine ehemalige Gemeinde (Freguesia) im portugiesischen Kreis Ourém. Die Gemeinde hatte 1183 Einwohner (Stand 30. Juni 2011).
Am 29. September 2013 wurden die Gemeinden Gondemaria und Olival zur neuen Gemeinde União das Freguesias de Gondemaria e Olival zusammengeschlossen.